# Stormartillerivagn m/43
A Stormartillerivagn m/43 (rövidítve Sav m/43, magyarul 1943-as mintájú rohamlöveg) egy rohamlöveg volt, melyet a Stridsvagn m/41 SII licenc alapján gyártott cseh TNHS (LT vz. 38) közepes harckocsi alvázára építettek. A Sav m/43 először egy 75 milliméteres löveggel, majd később egy 105 milliméteres m/44 ágyúval volt felszerelve.

## Története

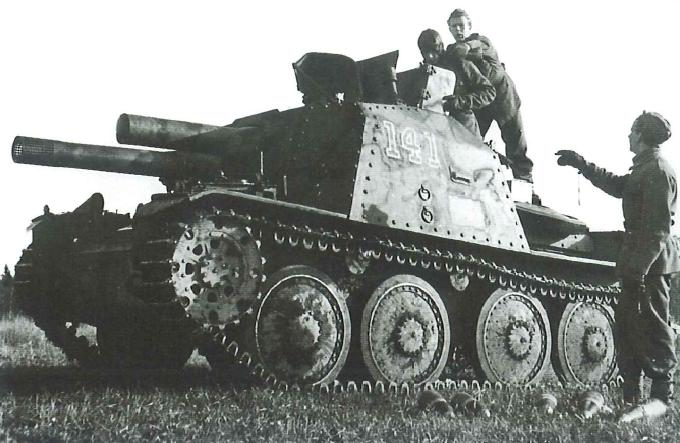
Sav m/43

A második világháború kitörésével olyan támadó fegyverre volt szükség amely mobilis tűztámogatást tudott nyújtani a gyalogság és a páncélozott járművek számára közvetlen tűz vagy közvetett tüzérségi tűzzel. 
1941. szeptember 27-én a hadsereg vezetése parancsot adott ki a tüzérség bevezetésére a svéd fegyveres erőkben, ezután megkezdődött a páncélozott tüzérség fejlesztésének időszaka. A tankokkal ellentétben, ahol a fegyverek a toronyba vannak beépítve, a tüzérségi fegyvert a test tetejére rögzített kazamatába helyezték el. Ennek a konstrukciónak az előnyei: nagy kaliberű ágyú felszerelésének lehetősége, több hely a lőszerek elhelyezésére, alacsonyabbak a gyártási költségek, gyorsabb gyártás.
Megkezdődött a kutatás az alkalmas alvázhoz amely elbírja az ágyú hatalmas tömegét és a hozzávaló löszereket is közben elegendő védelemhez juttatja a legénységet. Hamarosan úgy döntöttek, hogy az L-60 harckocsi alvázát használják fel az új koncepció tesztelésére. A jármű 1942-ben készült el. A hadseregben a 62-es számú egyszerű nevet kapta. A vizsgálatokat kezdetben egy 7,5 cm m/40 fegyverrel, majd egy 7,5 cm m/02 fegyverrel hajtották végre amelynek eredménye sikerrel zárult. Az L-60 felfüggesztésének korlátai voltak ezért korlátozott volt a súly amit elbírt, ezért a legénységét csak a kézifegyverek ellen tudták megvédeni, kivéve a fegyver páncélmaszkját, amelynek vastagsága 50 mm volt.
Úgy döntöttek, hogy folytatják a nehéz páncéllal felszerelt jármű tervezését. A Landsverk AB javasolta hogy az L-62 alváz használatát, de ez sem felel meg a védelmi követelményeknek. Tehát a társaság új ajánlatot tett az új, Terro nevű könnyű harckocsi alvázának felhasználására. Ezt a javaslatot elutasították, mivel egy ilyen jármű tömege valószínűleg meghaladja a 15 tonnát, és egy új alváz gyártása túl hosszú lenne. Ehelyett egy új támadó fegyvert hoznak létre az Strv m/41 alváz felhasználásával. Valójában ezt a koncepciót 1942-ben teljes körűen tesztelték, de fából készült felépítménnyel az Strv m/41 alvázon, 1943 márciusában pedig a Scania-Vabis megbízták egy ilyen konfigurációjú prototípus legyártására. Az jármű prototípusa ugyanezen év augusztusában készült el Pansarartillerivagn m/43-nek (Pav m/43), később Stormartillerivagn m/43-nek (Sav m/43) hívták. Mivel a tervezett 105 mm-es ágyú m/44 még nem volt elérhető, a 75 mm-es ágyú m/02-et megkapták Bofors-tól, de 1946 márciusáig mindegyiket felszerelték a tervezett fegyverzettel. Egy 18 járműből álló második sorozat, amelyet 1946 és 1947 között gyártottak, a kezdetektől megkapta a 105 mm m/44 Sav ágyút.

## Szolgálat
Az m/43-ast az A9 tüzérezred használta Kristinehamn-ban. 1951-ben átcsoportosították a járműveket a páncéloserőkhöz. Később a gyalogság rohamlöveg századaihoz sorolták be, dandáronként hat rohamlöveggel. A svéd fegyveres erők szolgálatában álltak egészen 1973-ig amikor is kivonták őket az aktív állományból a gyalogság átszervezése miatt.

## Fordítás
- Ez a szócikk részben vagy egészben  a   Sav m/43 című angol Wikipédia-szócikk ezen változatának fordításán alapul.  Az eredeti cikk szerkesztőit annak laptörténete sorolja fel. Ez a jelzés csupán a megfogalmazás eredetét és a szerzői jogokat jelzi, nem szolgál a cikkben szereplő információk forrásmegjelöléseként.